# Hrabušická Píla
Hrabušická Píla (na słowackich mapach Hrabušice-Píla lub Píla - Piecky) – osada turystyczna należąca do miejscowości Hrabušice na Słowacji. Znajduje się na polanie w dolinie potoku Veľká Biela voda i jego dopływu – potoku Píľanka, w obrębie parku narodowego Słowacki Raj. Położona jest na wysokości około 580 m i jest punktem startowym do zwiedzania wąwozu Piecky. Prowadzi do niej z Hrabušic droga, jednak zamknięta dla pojazdów samochodowych. Można tutaj z Podlesoka dojść pieszo (3 km), albo z Hrabušic autobusem, można też tutaj dojechać rowerem.
W osadzie Hrabušice-Píla znajdują się domy mieszkalne i baza mieszkaniowa dla turystów; kwatery mieszkalne i pensjonaty, bufet oraz punkt sprzedaży biletów wstępu do Słowackiego Raju.

## Szlaki turystyczne
Podlesok – Hrabušická Píla – Horáreň Sokol – przełęcz Kopanec – Stratená
  Hrabušická Píla – Biela dolina – Piecky – skrzyżowanie ze szlakiem zielonym. Szlak jednokierunkowy. 1.50 h